# Asura strigatula
Asura strigatula är en fjärilsart som beskrevs av Rothschild 1913. Asura strigatula ingår i släktet Asura och familjen björnspinnare. Inga underarter finns listade i Catalogue of Life.